# 신선전
신선전(神仙傳)은 중국 진나라(晉)의 도교 연구가 갈홍(葛洪)의 저서이다. 수서 경적지(隋書經籍志)나 포박자(抱朴子)의 내용이 갈홍이 신선전을 지은 것은 확실하지만, 현존하는 신선전은 갈홍의 원본과 수정과 증편이 있어서 선인들의 명단이나 문장은 갈홍의 판본과는 다르다고 하는 견해가 있다. 전체 10권으로 구성되어 있다.

## 내용
현재 전하고 있는 판본에서는 90명 이상의 신선담이 있다. 서장에는 열선전(列仙傳)을 발췌를 하였다.

## 논란
신선전이 갈홍이 저작한 책이 아니라고 하는 설이 있다. 그러나 해설을 한 사람 중에 곽박(郭璞)이라는 사람이 있는데, 갈홍과 같은 시대 사람이라고 한다. 7살 나이가 차이가 있다고 함. 같은 시대에 활약한 인물을 선인으로 미화하는 것이 무리가 아니였다. 그 뒤에 태평광기(太平廣記)에 인용된 기록에 진서유전(晉書有傳)이라는 기록이 있다. 이 글은 태평광기가 쓰여진 송나라 시대에 진서유전이라는 문자가 들어가 있던 판본이 있었고 동시에 갈홍이 후대에 사서인 진서(晉書)를 참고로 하여 신선전을 저작 할 수 없기 때문에 후대의 인물이 문장을 추가하여 후대 인물이 삽입한 신선전 판본이다고 한다.